# William Hume-Rothery

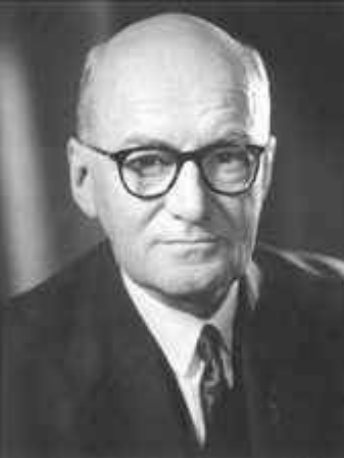
William Hume-Rothery

William Hume-Rothery (ur. 15 maja 1899, zm. 27 września 1968) – brytyjski metaloznawca, profesor Uniwersytetu w Oksfordzie.

## Elementy biografii i prace naukowe
W wyniku przebytego w 1917 zapalenia opon mózgowych całkowicie utracił słuch, mimo to prowadził wykłady uniwersyteckie.
W 1937 został wybrano go na członka Royal Society. W 1957 został mianowany pierwszym profesorem na nowo utworzonej katedrze metalurgii Uniwersytetu Oksfordzkiego.
Był autorem prac dotyczących teorii powstawania stopów oraz związków międzymetalicznych, także elektronowej teorii metali. Opracował regułę Hume’a-Rothery’ego.

## Wybrane publikacje
- Electrons, atoms, metals, and alloys (1948, 1955, 1963)
  - Wydanie polskie: Elektrony, atomy, metale i stopy (tłum. Romuald Romicki, 1955)[3]
- Elements of structural  metallurgy (1961)